# Lithocarpus echinops
Lithocarpus echinops là một loài thực vật có hoa trong họ Cử. Loài này được Hjelmq. mô tả khoa học đầu tiên năm 1968.